# Priorij Thabor
Priorij Thabor is een klooster en school in Sint Odiliënberg in de Nederlandse provincie Limburg, gelegen aan Aan de Berg 3.

## Geschiedenis
Reeds in 1443 trachtten de Zusters van het Heilig Graf op de Kerkberg te Sint Odiliënberg een klooster te stichten. Dit hield een 20-tal jaren stand.
In 1465 werd een nieuwe poging ondernomen, door Jan van Abroek. Van hieruit werden vele kloosters in Europa gesticht. De Tachtigjarige Oorlog bracht de priorij in verval en in 1639 werd ze opgeheven. 
In 1888 werd de priorij op de Kerkberg opnieuw opgericht. Het huidige gebouwencomplex werd van 1890-1896 gebouwd en omvatte een meisjesschool die door hen werd geleid. Het gebouw werd uitgevoerd in neorenaissancestijl. In 1936 werd het verbouwd, waarbij een serre werd aangebouwd. Tot 1960 was het in gebruik als school. Het complex is geklasseerd als rijksmonument.
Het kleine klooster werd in 1903 autonoom. Daartoe bleek het klooster echter te klein, en van 1912 tot 1966 was het een priorij, ondergeschikt aan de Abdij van het Heilig Graf te Turnhout. Daarna herkreeg het zijn zelfstandigheid als priorij, die de naam Priorij Thabor kreeg, naar de Bijbelse Taborberg die, evenals de (veel lagere) Kerkberg, geïsoleerd in het landschap ligt.